# Decalină
Decalina (de asemenea cunoscută și ca decahidronaftalină sau biciclo[4.4.0]decan),  este un compus organic biciclic, folosit ca solvent industrial sau aditiv de combustibili. Este un lichid incolor cu un miros aromatic.  Este analogul saturat al naftalinei și poate fi preparată prin hidrogenarea sa în prezență de catalizator. Decahidronaftalina formează ușor peroxizi organici explozivi  dacă este păstrată în prezența aerului. 